# Ambasiopsis georgiensis
Ambasiopsis georgiensis is een vlokreeftensoort. De wetenschappelijke naam van de soort is voor het eerst geldig gepubliceerd in 1931 door K.H. Barnard.